# Niccola Bedini
Niccola Bedini, auch Nicola Bedini (* 14. April 1801 in Tagliacozzo; † 8. Januar 1864 in Rom) war ein italienischer römisch-katholischer Geistlicher und Bischof von Terracina, Sezze und Priverno.

## Leben
Er empfing am 17. April 1824 in Rom das Sakrament der Priesterweihe. Am 2. September desselben Jahres wurde er vom Collegio Romano zum Doctor theologiae promoviert. Er war Ökonom, danach 40 Jahre lang Rektor und Professor für Logik, Metaphysik und Kanonisches Recht an der Apollinaria. 1839 trat er in den Dienst der Kurie und wurde 1840 zum Examinator des römischen Klerus bestellt.
Papst Pius IX. ernannte ihn am 19. Dezember 1853 zum Bischof von Terracina, Sezze und Priverno. Die Bischofsweihe spendete ihm am 8. Januar 1854 der Kardinalbischof von Albano, Costantino Patrizi Naro; Mitkonsekratoren waren Erzbischof Antonio Ligi-Bussi OFMConv sowie Erzbischof Pio Bighi. Am 30. Januar desselben Jahres wurde Niccola Bedini Päpstlicher Thronassistent. Am 29. September 1862 resignierte er auf die Bistümer Terracina, Sezze und Priverno, die er in persona episcopi gemeinsam leitete.